# Alexandra Burke
Alexandra Imelda Cecelia Ewen Burke (* 25. srpna 1988, Islington, Anglie, Spojené království) je anglická zpěvačka a textařka. V roce 2008 vyhrála britskou verzi talentové soutěže X Factor. Měla podepsanou smlouvu s Epic Records, RCA Records a Syco Music.
V roce 2009 vydala své první album Overcome, které se umístilo na prvním místě v britské hitparádě UK Albums Chart. Přineslo čtyři singly „Hallelujah“, „Bad Boys“, „All Night Long“ a „Start Without You“, jež dobyly čela UK Singles Chart a Irish Singles Chart; další dva singly „Broken Heels“ a „The Silance“ se dostaly do Top10. V únoru 2012 vydala nový singl „Elephant“, který se umístil na třetím místě britské hitparády. V červnu 2012 vydala druhé album nazvané Heartbreak on Hold.
V červnu 2014 nahradila Beverly Knight v hlavní roli Rachel Marron v muzikálu Ochránce.

## Životopis a kariéra

### Začátky kariéry
Alexandra se narodila v Islingtonu v Anglii. Je dcerou Melissy Bell, členky skupiny Soul II Soul. Ve velmi brzkém věku začala navštěvovat taneční lekce a v pěti letech začala se zpěvem. Ve 12 letech se zúčastnila televizní talentové soutěže Star for a Night. Byla poražena Joss Stone. Navštěvovala Elizabeth Garrett Anderson School.

### 2005-09: X Factor
Zúčastnila se konkurzů druhé série britské talentové soutěže X Factor. Dostala se do domů porotců, kde si jí Louis Walsh nevybral do své top čtyřky. Znovu se rozhodla dorazit na konkurz do soutěže v roce 2008, kde se její mentorkou stala Cheryl Cole, která si jí do finálových kol vybrala. V prvním kole vystoupila s písničkou od Whitney Houston „I Wanna Dance With Somebody“, v druhém kole vystoupila s písničkou od The Jackson 5 „I'll be There“. Ve třetím týdnu zazpívala písničku Christiny Aguilery „Candyman“. V disko kole zpívala „On the Radio“ od Donny Summer. Během týdnu písní od Mariah Carey zpívala „Without You“. V šestém a sedmém týdnu zpívala „You Are So Beautiful“ a „Relight My Fire“. V osmém týdnu vystoupila s písničkou „Toxic“ od Britney Spears a „Listen“ od Beyoncé. V devátém týdnu zpívala písničku od Rihanny „Don't Stop the Music“. Louis Walsh ji nazval „britskou Beyoncé“. Alexandra se probojovala do finálové trojice s irským teenagerem Eoghanem Quiggem a klučičí kapelou JLS. Ve finále zpívala vánoční píseň „Silent Night“, poté duet s Beyoncé Knowles – „Listen“. Její poslední písnička byla "You Are So Beautiful". Po vyřazení Eoghana zpívala svůj debutový singl „Hallelujah“ od Leonarda Cohena. Stala se vítězkou série s 58% procenty získaných hlasů. Jako vítěz získala nahrávací smlouvu se Syco, které vlastní Syco Music Entertainment.

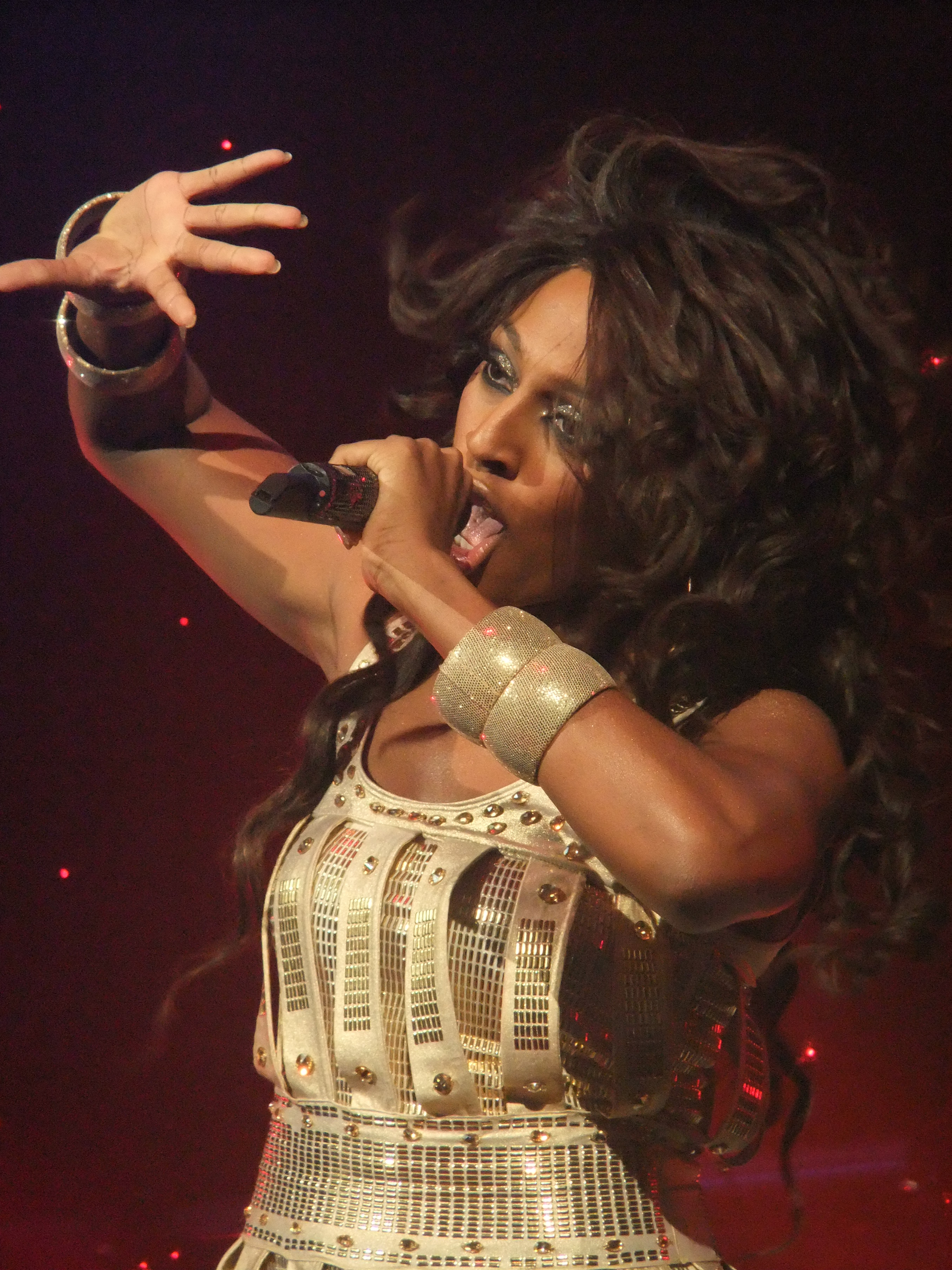

### 2009-10Overcome, mezinárodní průlom a All Night Long tour
13. února 2013 bylo zveřejněno, že podepsala smlouvu s americkou nahrávací společností Epic Records. Její album Overcome vyšlo ve Spojeném království 19. října 2009. První singl byl nazvaný „Bad Boys“, na němž se představil i rapper Flo Rida. Singl měl premiéru v show Chrise Moylese na BBC Radio 1 25. srpna 2009. 19. července 2009 bylo potvrzeno, že podepsala smlouvu se značkou Dolce & Gabbana a stala se tak tváří jejich nové kolekce. Jejím druhým singlem se stala píseň „Broken Heels“. 18. ledna 2010 začalo její evropské turné v Bruselu v Belgii. 12. března 2010 prostřednictvím twitteru oznámila, že další singl bude „All Night Long“, na kterém spolupracovala s Pitbullem. 5. září 2010 vydala další singl „Start With You“. 25. října bylo oznámeno, že nová verze „The Silance“ bude nový singl.

### 2010-12: Nová smlouva aHeartbreak on Hold
V červnu bylo oznámeno, že podepsala nahrávací smlouvu s RCA Records. V říjnu 2011 se připojila k Louisovi Walshovi, Garymu Barlowovi a Tulise Contostavlos jako hostující porotce během čtvrté live show 8. série X Factoru, kdy porotkyně Kelly Rowland onemocněla. 11. března 2012 vydala singl z nové desky „Elephant“ a umístil se na třetím místě britské hitparády. Druhý singl „Let It Go“ měl premiéru 13. dubna 2012 na rádiu Kiss. V dubnu oznámila, že její druhé studiové album se bude jmenovat Heartbreak on Hold".

### 2012-2014: Třetí studiové album a další projekty
V září 2012 bylo oznámeno, že si zahraje v Bídnících pro charitu Children in Need. Alexandra později oznámila, že bude pracovat na albu pro americké vydání. Vydala své první EP Christmas Gift, na kterém jsou coververze vánoční písně "„Silent Night“" a zbrusu nová „Christmas Time“.
V únoru bylo oznámeno, že nahrává nové písničky pro své třetí album. 30. srpna vydala své druhé EP #New Rules, které se skládala z šesti písniček, včetně coververze písničky od Coldplay „Fix You“.

### 2014-současnost: Muzikály -OchránceaSestra v akci
2. června 2014 měl premiéru muzikál Ochránce, ve kterém si zahrála hlavní roli, kterou převzala po Beverley Knight. Muzikál byl inspirován filmem Osobní strážce s Whitney Houston. Roli hrála relativně krátkou, protože muzikál svojí produkci ukončil 29. dubna 2014. Později byla nominována na cenu West End Frame Award. V říjnu 2014 bylo oznámeno, že muzikál pojede národní turné s Alexandrou v hlavní roli.
8. ledna 2016 bylo oznámeno, že převezme roli Deloris Van Cartier v britském turné muzikálu Sestra v akci. Muzikál debutoval 30. července 2016 v Curve Theatre Leicester.

## Diskografie

### Studiová alba
- Overcome (2009)
- Heartbreak on Hold (2012)

### Soundtracková alba
- The Bodyguard: The Musical (2015)

### EP
- Christmas Gift (2012)
- #NewRules (2013)
- Renegade (2015)

## Turné
- The X Factor Live Tour (2009)
- All Night Long Tour (2011)
- Lady Sings in Blues (2013)
- Alexandra Burke at Jazz Café (2015)

## Filmografie
| Rok     | Práce                  | Role                | Poznámky                                                              |
| ------- | ---------------------- | ------------------- | --------------------------------------------------------------------- |
| 2014-16 | The Bodyguard Musical  | Rachel Marron       | London West End, Monako a Spojené království a Irsko - národní turné. |
| 2016-17 | Sister Act The Musical | Deloris Van Cartier | Spojené království a Irsko - národní turné, Monako                    |

| Rok  | Práce         | Role               | Poznámky |
| ---- | ------------- | ------------------ | -------- |
| 2005 | The X Factor  | Soutěžící          |          |
| 2008 | The X Factor  | Soutěžící          | 1. místo |
| 2011 | Umíte tančit? | Porotce            |          |
| 2011 | The X Factor  | Hostující porotoce |          |
| 2013 | The X Factor  | Hostující mentor   |          |

## Ocenění a nominace
| Rok  | Práce            | Ocenění                                                       | Výsledek  |
| ---- | ---------------- | ------------------------------------------------------------- | --------- |
| 2009 | "Hallelujah"     | BRIT Award za nejlepší britský singl                          | nominace  |
| 2009 | Alexandra Burke  | MOBO Award za nejlepšího VB nováčka                           | nominace  |
| 2010 | "Bad Boys"       | BRIT Award za nejlepší britský singl                          | nominace  |
| 2010 | Alexandra Burke  | Glamour Women of the Year Awards za nejlepšího nováčka        | vítězství |
| 2010 | Overcome         | Urban Music Award za nejlepší album 2010                      | vítězství |
| 2010 | "All Night Long" | Urban Music Award za nejlepší spolupráci (s Pitbullem)        | vítězství |
| 2010 | "All Night Long" | Urban Music Award za nejlepší videoklip                       | vítězství |
| 2010 | Alexandra Burke  | BT Digital Music Awards za nejlepší ženskou umělkyni          | vítězství |
| 2010 | "Bad Boys"       | BT Digital Music Awards za nejlepší písničku                  | nominace  |
| 2010 | "Bad Boys"       | BT Digital Music Awards za nejlepší videoklip                 | nominace  |
| 2010 | "Bad Boys"       | The 2010 Popjustice £20 Music Prize                           | vítězství |
| 2010 | Alexandra Burke  | MOBO Awards za nejlepší britský akt                           | nominace  |
| 2010 | Alexandra Burke  | Cosmopolitan za nejlepší VB hvězdu                            | vítězství |
| 2010 | Alexandra Burke  | MTV Europe Music Award za nejlepší Push akt                   | nominace  |
| 2010 | Alexandra Burke  | XS AWARDS for Best British Star                               | vítězství |
| 2010 | Alexandra Burke  | WSC Gala Awards 2010 za nejlepší ženskou umělkyni             | vítězství |
| 2011 | "All Night Long" | BRIT Award za nejlepší britský singl                          | nominace  |
| 2011 | Alexandra Burke  | Glamour Women of the Year Awards za nejlepší britský sólo akt | vítězství |
| 2014 | Alexandra Burke  | West End Frame Awards 2014 za Nejlepší West Endský debut      | nominace  |